# NGC 2867
NGC 2867 is een planetaire nevel in het sterrenbeeld Kiel. Het hemelobject ligt 6200 lichtjaar van de Aarde verwijderd en werd op 1 april 1834 ontdekt door de Britse astronoom John Herschel.

## Synoniemen
- PK 278-5.1
- ESO 126-PN8
- C90
- h 3163
- PN8
- CS=13.6